# Zmarli w roku 2006
Lista znanych i mniej znanych osób zmarłych w 2006 roku

## grudzień 2006
- 31 grudnia
  - Ja’akow Chodorow, izraelski piłkarz, reprezentant kraju
  - Seymour Martin Lipset, amerykański socjolog
  - Liese Prokop, austriacka lekkoatletka i polityk
- 30 grudnia
  - Frank Campanella, amerykański aktor
  - Jan Koźniewski, polski konstruktor samolotów, specjalista w dziedzinie aerodynamiki
  - Saddam Husajn, iracki polityk, prezydent Iraku, egzekucja przez powieszenie
  - Tomasz Sacha, założyciel zespołu Prowizorka Jazz Band
- 29 grudnia
  - Zofia Jamry, polska aktorka
  - Johnny Gibson, amerykański lekkoatleta
- 28 grudnia
  - Jamal Karimi-Rad, irański polityk
  - Andrzej Lasota, polski matematyk, profesor i doktor honoris causa Uniwersytetu Śląskiego, członek PAN
  - Maksymilian Więcek, polski hokeista i koszykarz, trener, działacz sportowy
- 27 grudnia
  - Pierre Delanoë, francuski poeta, twórca piosenek
  - Tommy Sandlin, szwedzki trener hokeja
- 26 grudnia
  - Chris Brown, amerykański baseballista
  - Gerald Ford, amerykański polityk, prezydent USA
  - Ivar Formo, norweski narciarz, mistrz olimpijski
  - John Heath-Stubbs, brytyjski poeta
  - Fernand Nault, kanadyjski tancerz i choreograf
- 25 grudnia
  - James Brown, amerykański piosenkarz soulowy
- 24 grudnia
  - Carlos Alberto Ferreira Braga, brazylijski twórca piosenek
  - Tadeusz Chrzanowski, polski historyk sztuki
  - Charlie Drake, brytyjski komik
  - Mirko Sandić, waterpolista serbski, mistrz olimpijski w barwach Jugosławii
  - Tadeusz Sławiński, prawnik polski, sędzia, regionalista związany z Włocławkiem 
  - Frank Stanton, wieloletni prezydent amerykańskiej rozgłośni CBS
- 23 grudnia
  - Bo Mya, działacz niepodległościowy Karenów w Birmie
  - Robert Stafford, polityk amerykański, gubernator Vermont i senator
- 22 grudnia
  - Ervin Lázár, węgierski pisarz
  - Dennis Linde, amerykański kompozytor i wokalista
  - Graham May, sztangista nowozelandzki, mistrz Igrzysk Wspólnoty Brytyjskiej
  - Jelena Muchina, radziecka gimnastyczka
  - Grzegorz Sroka, znany polski zielarz, franciszkanin
  - Galina Ustwolska, radziecka kompozytorka
- 21 grudnia
  - Perica Gruevski, macedoński piłkarz i trener piłkarski
  - Tomasz Kolbusz, jeden z pionierów polskiego Internetu, współtwórca i wieloletni prezes Onet.pl
  - Jerzy Janikowski, polski szermierz, dwukrotny olimpijczyk
  - Saparmyrat Nyýazow, prezydent Turkmenistanu
  - Ramon Obusan, tancerz filipiński
  - Philippa Pearce, pisarka brytyjska, autorka książek dla dzieci
  - Sydney Wooderson, lekkoatleta brytyjski
- 20 grudnia
  - Piergiorgio Welby, włoski poeta, walczący o prawo do eutanazji
- 19 grudnia
  - Henryk Boehlke, polski malarz, związany ze Szczecinem
  - Henryk Hiż, polski filozof, uczeń Tadeusza Kotarbińskiego i Alfreda Tarskiego, wykładowca w Polsce, USA i Indiach
  - Achtar Mohammad Osmani, jeden z głównych liderów talibańskich
  - Władysław Pełczewski, polski inżynier, specjalista elektrotechniki i automatyki, członek rzeczywisty Polskiej Akademii Nauk, doktor honoris causa Politechniki Łódzkiej
  - Danuta Rinn, polska piosenkarka
- 18 grudnia
  - Joseph Barbera, amerykański twórca kreskówek
  - Ruth Bernhard, amerykańska fotografik pochodzenia niemieckiego
  - Stanisław Dülz, polski reżyser filmów animowanych
  - Mollie Orshansky, amerykańska ekonomistka i statystyczka
  - Andrzej Szmidt, polski poeta, redaktor miesięcznika Więź
- 16 grudnia
  - Ryszard Liskowacki, polski pisarz, dziennikarz i publicysta związany ze Szczecinem
  - Cecil Travis, baseballista amerykański
- 15 grudnia
  - Clay Regazzoni, szwajcarski kierowca wyścigowy
- 14 grudnia
  - Ahmet Ertegün, założyciel wytwórni Atlantic Records i jeden z twórców sukcesów Led Zeppelin i Abby
  - Sivuca, brazylijski muzyk jazzowy
- 13 grudnia
  - Henry Beachell, amerykański hodowca roślin, laureat World Food Prize
  - Lamar Hunt, amerykański przedsiębiorca, promotor sportu zawodowego
  - Zoran Novakovič, ambasador Republiki Serbii i Czarnogóry w Polsce
  - Loyola de Palacio, hiszpańska działaczka polityczna, wiceprzewodnicząca Komisji Europejskiej
- 12 grudnia
  - Paul Arizin, amerykański koszykarz
  - Peter Boyle, amerykański aktor
  - John Kenneth Davern, amerykański klarnecista i saksofonista
  - Cor van der Hart, holenderski piłkarz
  - Eliyathamby Ratnasabapathy, jeden z przywódców Tamilów, marksista
  - Raymond Shafer, amerykański polityk, gubernator Pensylwanii
  - Krystyna Zwolińska, historyk i teoretyk sztuki, profesor Państwowej Wyższej Szkoły Filmowej, Telewizyjnej i Teatralnej w Łodzi
- 11 grudnia
  - Homer Ledford, amerykański muzyk bluegrass
  - Leokadia Sobczyńska, polska samorządowiec i historyk, radna sejmiku śląskiego[1]
  - Lo Tak Shing, prawnik chiński (Hongkong), działacz państwowy
  - Elizabeth Bolden, amerykańska rekordzistka długowieczności
- 10 grudnia
  - Salvatore Pappalardo, włoski kardynał, emerytowany arcybiskup Palermo
  - Augusto Pinochet, generał, chilijski dyktator
  - Kazimierz Schilling, polski astronom, popularyzator nauki
- 9 grudnia
  - Andriej Łomakin, hokeista rosyjski, mistrz olimpijski
  - Martin Nodell, twórca znanego na świecie komiksu Green Lantern
- 7 grudnia
  - Luben Berow, bułgarski polityk i ekonomista, premier 1992–1994
  - Kevin Berry, amerykański pływak, mistrz olimpijski
  - Kim Hyung-chil, koreański jeździec, medalista Igrzysk azjatyckich
  - Jeane Kirkpatrick, amerykańska dyplomatka
  - Jay McShann, amerykański pianista bluesowy i swingowy
- 6 grudnia
  - Chan Achmedow, premier Turkmenistanu
  - Wiz Brown, wokalista angielskiej formacji Mega City Four
  - Henryk Szalecki, polski piłkarz[2]
- 5 grudnia
  - Dawid Bronstein, szachista, reprezentant ZSRR, pretendent do tytułu mistrza świata
  - Cezary Leżeński, polski pisarz i dziennikarz, wieloletni kanclerz Międzynarodowej Kapituły Orderu Uśmiechu
- 4 grudnia
  - Ludwika Press, polski archeolog
  - Joseph Ki-Zerbo, historyk i polityk Burkina Faso, laureat alternatywnej Nagrody Nobla
- 3 grudnia
  - Lech Bednarski, polski ekonomista i działacz państwowy, prof. dr hab., przewodniczący Prezydium WRN w Gdańsku
  - Logan Whitehurst, perkusista grupy Velvet Teen
- 2 grudnia
  - Dave Mount, perkusista zespołu Mud
- 1 grudnia
  - Claude Jade, francuska aktorka
  - Mariska Veres, holenderska wokalistka rockowa i jazzowa

## listopad 2006
- 30 listopada
  - Walter Booker, amerykański kontrabasista jazzowy
- 29 listopada
  - Allen Carr, brytyjski pisarz, działacz antynikotynowy
  - Leon Niemczyk, polski aktor
  - Krystyna Radzikowska, polska szachistka
- 28 listopada
  - Maximilian Merkel, austriacki piłkarz i trener piłkarski
  - Jan Drzewiecki, polski pianista, aranżer, kompozytor
- 26 listopada
  - Isaac Gálvez, hiszpański kolarz, torowy mistrz świata w stylu amerykańskim
- 24 listopada
  - Robert McFerrin Sr, śpiewak operowy, ojciec wokalisty Bobby’ego McFerrina
- 23 listopada
  - Bogusław Janiszewski, polski ekspert prawa karnego
  - Aleksandr Litwinienko, rosyjski podpułkownik KGB/FSB
  - Philippe Noiret, francuski aktor
  - Anita O’Day, amerykańska wokalistka jazzowa
  - Willie Pep, amerykański bokser
- 22 listopada
  - Asima Chatterjee, indyjska chemik i botanik
  - Lucjan Motyka, polski polityk, działacz sportowy, w latach 1964–1971 minister kultury i sztuki
  - Krzysztof Śniegocki, polski prawnik, sędzia Trybunału Stanu
- 21 listopada
  - Hasan Guled Aptidon, prezydent Dżibuti (1977–1999)
  - Pierre Amine Gemayel, libański polityk
  - Robert Lockwood Jr., amerykański gitarzysta bluesowy
- 20 listopada
  - Robert Altman, amerykański reżyser filmowy
  - Jan Bandrowski, prof. zwyczajny Politechniki Śląskiej, ekspert w zakresie inżynierii chemicznej i procesowej
  - Edmund Tuliszka, polski uczony, specjalista budowy i eksploatacji maszyn, rektor Politechniki Poznańskiej
- 19 listopada
  - Zygmunt Bielawski, polski aktor
- 17 listopada
  - Ferenc Puskás, piłkarz węgierski, członek słynnej „Złotej Jedenastki"
  - Ruth Brown, gwiazda muzyki soulowej i rhythmandbluesowej
- 16 listopada
  - Milton Friedman, ekonomista amerykański
  - Jurij Lewada, rosyjski socjolog
  - Ihor Marko, ukraiński żużlowiec
- 15 listopada
  - Wiesław Pyda, operator filmowy
- 14 listopada
  - Bertrand Poirot-Delpech, pisarz i dziennikarz francuski, członek Akademii Francuskiej
  - Kazimierz Rymut, polski językoznawca, onomasta
- 13 listopada
  - Edward Zawada, polski dr inż. chemik, minister przemysłu chemicznego (1970–1971)
- 12 listopada
  - Adam Schaff, polski filozof marksistowski
- 10 listopada
  - Igor Siergiejew, rosyjski wojskowy, marszałek Federacji Rosyjskiej, minister obrony
  - Gerald Levert, piosenkarz R&B
  - Jack Palance, amerykański aktor
  - Nadarajah Raviraj, lankijski polityk i działacz społeczny
  - Jack Williamson, amerykański pisarz fantastyki naukowej
- 9 listopada
  - Markus Wolf, wieloletni szef służb specjalnych NRD
- 8 listopada
  - David van Ooijen, holenderski duchowny katolicki, dominikanin, wieloletni parlamentarzysta
  - Basil Poledouris, amerykański kompozytor muzyki filmowej
- 7 listopada
  - Jean-Jacques Servan-Schreiber, francuski dziennikarz i polityk
- 6 listopada
  - Allen Fairhall, australijski polityk
  - Francisco Fernández Ochoa, hiszpański narciarz alpejczyk, mistrz olimpijski w slalomie
- 5 listopada
  - Bülent Ecevit, premier Turcji
  - Józef Góralczyk, profesor ekonomiki rolnictwa, senator RP I kadencji
  - Pietro Rava, piłkarz włoski, mistrz olimpijski, mistrz świata
  - Hamilton Richardson, tenisista amerykański, zwycięzca mistrzostw USA w grze podwójnej
- 3 listopada
  - Paul Mauriat, francuski dyrygent
  - Alberto Spencer, ekwadorski piłkarz
- 1 listopada
  - William Styron, amerykański pisarz, laureat Nagrody Pulitzera
  - Adrienne Shelly, amerykańska aktorka
  - Walentyna Uszycka-Maruszewska, reżyser filmowy

## październik 2006
- 31 października
  - Pieter Willem Botha, prezydent RPA
  - Roland Weisselberg, pastor który dokonał manifestacyjnego samospalenia
- 30 października
  - Clifford Geertz, amerykański antropolog
  - Irena Kąkol, polski psycholog, spikerka Polskiego Radia
- 29 października
  - Mohammadu Maccido, sułtan Sokoto, duchowy przywódca muzułmanów Nigerii
- 28 października
  - Red Auerbach, amerykański trener koszykówki
  - Trevor Berbick, jamajski bokser
  - Henry Fok, przedsiębiorca chiński (Hongkong), działacz państwowy
- 27 października
  - Ghulam Ishaq Khan, prezydent Pakistanu 1988–1993
- 26 października
  - Pontus Hultén, szwedzki historyk sztuki
  - Jerzy Prochorow, fizyk polski
- 25 października
  - Jacek Majewski, muzyk z Bydgoszczy
- 24 października
  - William Montgomery Watt, angielski naukowiec, orientalista
- 22 października
  - Choi Kyu-ha, południowokoreański polityk, premier (1975–1979) i prezydent (1979–1980) Korei Południowej
- 20 października
  - Maxi Herber, niemiecka łyżwiarka
  - Jane Wyatt, amerykańska aktorka
- 18 października
  - Marc Hodler, szwajcarski działacz sportowy, wieloletni prezydent Międzynarodowej Federacji Narciarskiej FIS, członek Międzynarodowego Komitetu Olimpijskiego
- 17 października
  - Alberto Malliani, lekarz włoski, członek zagraniczny Polskiej Akademii Nauk
  - Maciej Olbrycht, polski twórca teledysków
  - Mario Francesco Pompedda, włoski duchowny katolicki, kardynał
- 16 października
  - Maria Danuta Bratek-Wiewiórowska, polska chemik, profesor Instytutu Chemii Bioorganicznej PAN w Poznaniu
  - Valentín Paniagua, peruwiański polityk
  - Trebisonda Valla, włoska lekkoatletka
  - Anatolij Woronin, rosyjski dziennikarz
- 14 października
  - Freddy Fender, amerykański muzyk country
- 13 października
  - Dino Monduzzi, włoski duchowny katolicki, kardynał
- 12 października
  - Gillo Pontecorvo, włoski reżyser
  - Karol Acutis – błogosławiony Kościoła katolickiego
- 11 października
  - Cory Lidle, amerykański baseballista
  - Jacques Sternberg, francuski pisarz fantastyki naukowej
- 10 października
  - Mieczysław Poznański, współzałożyciel Studia Filmów Rysunkowych w Bielsku-Białej, twórca znanych kreskówek „Bolek i Lolek”, „Reksio” i in.
- 9 października
  - Sedat Alp, turecki archeolog, hetytolog
  - Coccinelle, francuska aktorka i piosenkarka
  - Marek Grechuta, polski piosenkarz
  - Danièle Huillet, francuska reżyser
  - Paul Hunter, angielski snookerzysta
  - Renata Kossobudzka, polska aktorka
  - Raymond Noorda, amerykański biznesmen
- 7 października
  - Walek Dzedzej, właśc. Lesław Danicki, polski muzyk, uliczny bard
  - Anna Politkowska, rosyjska dziennikarka.
- 6 października
  - Puck Brouwer, holenderska lekkoatletka
  - Walt Landers, amerykański trener przygotowania fizycznego, związany z tenisem, pochodzenia polskiego
  - Claude Luter, francuski jazzman
- 5 października
  - Stanisław Mirek, reprezentant Polski w saneczkarstwie
- 3 października
  - Peter Norman, australijski lekkoatleta
- 2 października
  - Paul Halmos, amerykański matematyk
- 1 października
  - Frank Beyer, niemiecki reżyser
  - John W. Peterson, znany kompozytor muzyki gospel

## wrzesień 2006
- 30 września
  - André Schwarz-Bart, francuski pisarz
  - András Sütő, rumuński pisarz węgierskojęzyczny
- 29 września
  - Jan Werner Danielsen, norweski piosenkarz
  - Louis-Albert Vachon, kanadyjski kardynał
- 26 września
  - Giuseppe Bennati, włoski reżyser filmowy
  - Gerhard Behrendt, niemiecki reżyser filmów animowanych
  - Byron Nelson, amerykański golfista, zwycięzca imprez wielkoszlemowych
  - Andrzej Siciński, polski socjolog, minister kultury i sztuki w rządzie Jana Olszewskiego
  - Iva Toguri D’Aquino, Amerykanka pochodzenia japońskiego, skazana na więzienie po II wojnie światowej jako propagandzistka radiowa
- 25 września
  - Edward Albert, amerykański aktor
  - Safia Amajan, afgańska minister ds. kobiet w prowincji Kandahar, zginęła w zamachu 
  - Omar al-Faruq, bojownik Al-Ka’idy, zastrzelony przez Brytyjczyków w Basrze 
  - Maureen Daly, pisarka amerykańska
  - Leo Diehl, polityk amerykański, doradca Tipa O’Neilla
- 24 września
  - John M. Ford(inne języki), 49, amerykański pisarz fantastyki naukowej. 
  - Padmini, 74, indyjska aktorka w tamil, malajalam, hindi, telugu i kannada, zmarła na atak serca. 
  - Patrick Quinn, 56, amerykański aktor i prezydent the Actors’ Equity Association, zmarł na atak serca. 
  - Vijay R. Singh, polityk Fidżi
  - Krzysztof Spodaryk, polski specjalista nauk o kulturze fizycznej, profesor i prorektor Akademii Wychowania Fizycznego w Krakowie
  - Thomas Stewart, 80, amerykański śpiewak (bas-baryton). 
  - Tetsurō Tamba, 84, aktor japoński.  (Japanese)
  - Henry Townsend, 96, amerykański gitarzysta bluesowy, pianista, autor tekstów, powodem zgonu był obrzęk płuc.
  - Shelby Walker, 31, amerykańska bokserka 
  - Jacek Wasilewski, polski działacz sportowy, prawnik, prezes Polskiego Związku Bokserskiego
- 23 września
  - sir Malcolm Arnold, 84, kompozytor, pierwszy obywatel Zjednoczonego Królestwa, który zdobył Oscara za muzykę do filmu.
  - Etta Baker, 93, gitarzystka Piedmont Bluesa. 
  - sir Charles Cutler, 88, premier Nowej Południowej Walii, rak.
  - Stefan Macner, poseł na Sejm RP z ramienia Sojuszu Lewicy Demokratycznej
  - Aladar Pege, węgierski muzyk jazzowy, wirtuoz kontrabasu
- 22 września
  - Carla Benschop, 56, duńska koszykarka.    
  - Enrique Gorriarán Merlo, 64, argentyński lider rewolucyjny i partyzancki. 
  - Tommy Olivencia, 64, portorykański piosenkarz salsy i bandleader.
- 21 września
  - Boz Burrell, brytyjski gitarzysta basowy i wokalista Bad Company/King Crimson, zmarł na atak serca. 
  - Charles Larson, 86, amerykański scenarzysta telewizyjny i nominowany do Nagrody Emmy producent (za The F.B.I.) 
  - William C. Schultz, Amerykanin, dyrektor (CEO) Fender Guitar Company.
- 20 września
  - Ole Fanger, duński uczony, specjalista ogrzewnictwa, wentylacji i klimatyzacji
  - Sven Nykvist, szwedzki operator filmowy
- 19 września
  - Jan Goślicki, polski eseista i tłumacz
  - Roy Schuiten, holenderski kolarz
  - Siostra Ena (właściwie Stanisława Paciorek) – polska niepokalanka i autorka odznaczona medalemm MEN za ratowanie Żydów podczas II wojny światowej (ur. 1917)
- 18 września
  - Bogdan Augustyniak, reżyser, dyrektor warszawskiego Teatru Na Woli
  - Jakub Chojnacki, wieloletni prezes Towarzystwa Naukowego Płockiego
  - Edward J. King, amerykański polityk, gubernator Massachusetts
  - Heinz Trettner, niemiecki wojskowy, inspektor generalny Bundeswehry
- 17 września
  - George Henslop, piłkarz angielski
  - Patricia Kennedy Lawford, siostra Johna F. Kennedy’ego
  - Anatol Lawina, współpracownik KOR-u, pracownik Najwyższej Izby Kontroli i Kancelarii Sejmu
  - Dorothy Stratton, amerykańska działaczka państwowa, instruktorka skautingu, zmarła w wieku 106 lat
- 16 września
  - Zsuzsa Körmöczy, tenisistka węgierska, zwyciężczyni międzynarodowych mistrzostw Francji
  - Bob Lewandowski, działacz polonijny w USA, aktor, dziennikarz
  - Rob Levin, twórca sieci Freenode
  - Hieronim Skurpski, polski malarz i grafik, nestor kultury olsztyńskiej
- 15 września
  - Brunon Bendig, polski bokser, medalista olimpijski
  - Oriana Fallaci, włoska dziennikarka
  - Jang Keum-song, siostrzenica Kim Dzong-Ila
- 14 września
  - Silviu Brucan, rumuński polityk komunistyczny
  - Andriej Kozłow, dyrektor Rosyjskiego Banku Centralnego
  - Klementyna Krymko, polska reżyser radiowej i teatralnej twórczości dla dzieci
  - Johnny Palmer, golfista amerykański
- 12 września
  - Witold Knychalski, pomysłodawca Festiwalu Dialogu Czterech Kultur, przewodniczący rady nadzorczej TVP
- 10 września
  - Taufa'ahau Tupou IV, król Tonga
  - Patty Berg, amerykańska pionierka golfa
  - Ella Koblo Gulama, sierraleońska polityczka (ur. 1921)
- 9 września
  - Clair Burgener, amerykański polityk, członek Izby Reprezentantów (1973-1983)[3]
  - Lucjan Kydryński, polski dziennikarz i konferansjer
- 8 września
  - Peter Brock, legenda sportów motorowych, zginął na wyścigu, jego pojazd uderzył w drzewo
- 7 września
  - Cezary Sarzyński, twórca, popularyzator i projektant pieczywa artystycznego
  - Milton C. Shaw, uczony amerykański, mechanik, członek zagraniczny Polskiej Akademii Nauk
- 6 września
  - Agha Shahi, minister spraw zagranicznych Pakistanu
- 5 września
  - Ryszard Lackner, generał dywizji WP, dowódca Śląskiego Okręgu Wojskowego
- 4 września
  - Steve Irwin, australijski przyrodnik, znany jako „Łowca krokodyli” z Animal Planet
  - Giacinto Facchetti, włoski legendarny piłkarz, legenda Interu Mediolan
- 2 września
  - Bob Mathias, złoty medalista olimpijski w dziesięcioboju
  - Dewey Redman, amerykański saksofonista
- 1 września
  - György Faludy, węgierski powieściopisarz

## sierpień 2006
- 31 sierpnia
  - Mohammed Abdelwahab, piłkarz reprezentacji Egiptu, zawodnik Al Ahly Kair
- 30 sierpnia
  - Glenn Ford, amerykański aktor
- 29 sierpnia
  - Nadżib Mahfuz, egipski laureat literackiej Nagrody Nobla
- 28 sierpnia
  - Don Chipp – australijski polityk, założyciel partii Australian Democrats
  - Ed Benedict – amerykański animator
- 27 sierpnia
  - María Capovilla, Ekwadorka, uważana za najstarszą osobę na świecie
  - Jesse Pintado, gitarzysta deathmetalowych zespołów Terrorizer i Napalm Death
- 26 sierpnia
  - Rainer Barzel, niemiecki polityk
  - Roman Gąsienica-Sieczka, polski narciarz
- 25 sierpnia
  - Noor Hassanali, prezydent Trynidadu i Tobago
- 24 sierpnia
  - Léopold Simoneau, kanadyjski tenor operowy
  - Herbert Hupka, działacz Ziomkostwa Śląsk, działacz mniejszości niemieckiej
- 23 sierpnia
  - Michał Gutowski, polski generał, uczestnik kampanii wrześniowej, olimpijczyk
  - Maynard Ferguson, muzyk jazzowy
- 20 sierpnia
  - Joe Rosenthal, amerykański fotografik
  - Aleksander Wojciechowski, krytyk i historyk sztuki, jeden z twórców kultury niezależnej, członek Komitetu Kultury Niezależnej podziemnej „Solidarności” w latach 80.
- 19 sierpnia
  - Óscar Míguez, urugwajski piłkarz, mistrz świata z roku 1950
- 18 sierpnia
  - Mikołaj Frydrychowicz, dziennikarz, działacz Inicjatywy „Stop wojnie”, ikona polskiego ruchu antywojennego
  - Witold Niepołomski, polski patomorfolog, doktor honoris causa i rektor Śląskiej Akademii Medycznej w Katowicach
  - Stefan Witas, aktor rewiowy, operetkowy i piosenkarz, jeden z gwiazdorów dwudziestolecia międzywojennego
- 16 sierpnia
  - Alfredo Stroessner, dyktator i prezydent Paragwaju
- 15 sierpnia
  - Te Atairangikaahu, królowa Maorysów
  - Faas Wilkes, holenderski napastnik, piłkarz reprezentacji i klubów zagranicznych
- 14 sierpnia
  - Johnny Duncan, gwiazda muzyki country
  - Bruno Kirby, jeden z bardziej znanych odtwórców charakterystycznych ról drugoplanowych
- 13 sierpnia
  - Anatolij Łagietko, radziecki bokser, medalista olimpijski
  - Payao Poontarat, mistrz świata w boksie, pierwszy medalista olimpijski z Tajlandii
- 11 sierpnia
  - Mike Douglas, gwiazdor amerykańskiej telewizji
  - Yasuo Takei, japoński miliarder, twórca firmy kredytowej Takefuji Corporation
- 9 sierpnia
  - James Van Allen, amerykański fizyk
  - Jerzy Doerffer, polski mechanik
  - Duke Jordan, amerykański pianista jazzowy, jeden z twórców bebopu
- 8 sierpnia
  - Gustavo Arcos, kubański dysydent
  - Stanisław Smoleński, polski duchowny katolicki, biskup pomocniczy krakowski, teolog
  - Bob Thaves, autor jednego z najpopularniejszych komiksów na świecie „Frank and Ernest"
- 7 sierpnia
  - Marian Podkowiński, polski dziennikarz, reportażysta i publicysta
  - Andrzej Pałka, prezes PFRON 1993–1994
- 5 sierpnia
  - Dudu, brazylijski siatkarz, występował na pozycji atakującego
- 3 sierpnia
  - Arthur Lee, muzyk amerykański, frontman grupy Love
  - Henryk Lenarciak, legenda Solidarności, uczestnik wydarzeń Grudnia ’70 i Sierpnia ’80
- 2 sierpnia
  - Holger Börner, niemiecki polityk
  - Ferenc Szusza, węgierski trener piłkarski, trener Górnika Zabrze, stadion drużyny Újpest nosi jego imię
  - Sławomir Rzyszkiewicz, piłkarz IV-ligowej Mazovii Mińsk Mazowiecki
  - Elisabeth Schwarzkopf, jedna z najsłynniejszych śpiewaczek operowych XX wieku, sopranistka
  - Iris Marion Young, filozof polityczny, feministka
- 1 sierpnia
  - Stanisław Jopek, najsłynniejszy tenor Zespołu Pieśni i Tańca „Mazowsze”, ojciec słynnej wokalistki Anny Marii Jopek
  - Johannes Willebrands, holenderski duchowny katolicki, kardynał

## lipiec 2006
- 31 lipca
  - Vladimir Bouzek, mistrz świata w hokeju na lodzie w barwach Czechosłowacji
  - Konstandinos Kalojanis, grecki polityk, parlamentarzysta krajowy i europejski
  - Akbar Mohammadi, dysydent i więzień polityczny w Iranie
- 30 lipca
  - Antonín Kasper, sławny czeski żużlowiec
- 29 lipca
  - Wołodymyr Dachno, ukraiński reżyser filmów animowanych, twórca m.in. filmu Jak Kozacy grali w piłkę nożną
- 28 lipca
  - David Gemmell, brytyjski pisarz fantasy
- 27 lipca
  - Owen J, Baggett, amerykański pilot
  - Grzegorz Dominik, płetwonurek polski
  - Elisabeth Volkmann, niemiecka aktorka
- 26 lipca
  - Janka Bryl, pisarz białoruski
- 24 lipca
  - Daniel Goszczyński, polski dziennikarz i rysownik
- 23 lipca
  - Frederick Mosteller, amerykański statystyk
  - Ewa Sałacka, polska aktorka
- 22 lipca
  - Thomas J. Manton, amerykański polityk, członek Izby Reprezentantów (1985–1999)[4]
- 21 lipca
  - Ta Mok, przywódca reżimu Czerwonych Khmerów
  - Aleksandr Pietrenko, koszykarz rosyjski
  - Mako (aktor), amerykański aktor
- 20 lipca
  - Gerard Oury, twórca popularnych francuskich komedii
  - Brandon Hedrick, morderca, skazany na karę śmierci
  - Stanisław Zimoch, pierwszy przewodniczący Krajowej Rady Sądownictwa
- 19 lipca
  - Jack Warden, amerykański aktor
- 18 lipca
  - Roman Głowienke, polski kierowca rajdowy
  - Tadeusz Obłąk, polski misjonarz, jezuita
- 17 lipca
  - Sam Myers, amerykański muzyk bluesowy
  - Mickey Spillane, amerykański pisarz, autor kryminałów
- 16 lipca
  - Kevin Hughes, brytyjski polityk, deputowany Izby Gmin (1992-2005)[5]
- 14 lipca
  - Aleksander Wojtkiewicz, polski szachista
- 13 lipca
  - Tomasz Zaliwski, polski aktor
  - Ángel Suquía Goicoechea, hiszpański kardynał
  - Jürgen Kiessling, koordynator władz Berlina ds. organizacji piłkarskich mistrzostw świata
  - Red Buttons, amerykański komik
- 12 lipca
  - Hubert Lampo, belgijski pisarz
- 11 lipca
  - Jerzy Kozakiewicz, polski aktor
  - Barnard Hughes, amerykański aktor
- 10 lipca
  - Szamil Basajew, przywódca separatystów czeczeńskich
- 9 lipca
  - Ireneusz Paliński, polski sztangista, medalista
  - Ziemowid Sujkowski, polski fizyk, dyrektor Instytutu Problemów Jądrowych w Świerku
  - Milan Williams, klawiszowiec zespołu The Commodores
- 8 lipca
  - June Allyson, amerykańska aktorka kinowa i telewizyjna
  - Juliusz Wiktor Gomulicki, polski eseista, varsavianista i edytor. Syn pisarza Wiktora Gomulickiego
  - Ryszard Tadeusz Walczak, polski agrotechnik, członek Polskiej Akademii Nauk
- 7 lipca
  - Syd Barrett, brytyjski muzyk, pierwszy wokalista i współzałożyciel grupy Pink Floyd
  - Rudi Carrell, holenderski artysta rozrywkowy
  - Sabine Dünser, szwajcarska piosenkarka, wokalistka grupy Elis
  - Elias Hrawi, prezydent Libanu w latach 1989–1998
  - Ryszard Kiersnowski, polski historyk, żołnierz AK
- 6 lipca
  - Gert Fredriksson, szwedzki multimedalista olimpijski, 6-krotny zdobywca złotego medalu w kajakarstwie
- 5 lipca
  - Theodore Levitt, twórca terminu „globalizacja”
  - Kenneth Lay, oskarżony o defraudację dyrektor koncernu Enron
- 4 lipca
  - Lars Korvald, premier Norwegii
  - Jean d’Orgeix, arystokrata francuski, medalista olimpijski
- 3 lipca
  - Joshua Budziszewski Benor polski artysta malarz, rzeźbiarz i fotograf
- 1 lipca
  - Ryūtarō Hashimoto, japoński polityk, premier

## czerwiec 2006
- 30 czerwca
  - Joyce Hatto, brytyjska pianistka
- 25 czerwca
  - Jim Baen, amerykański wydawca
- 25 czerwca
  - Władysław Żeleński, bratanek Tadeusza Boya-Żeleńskiego, polski prawnik, publicysta i historyk, zamieszkały w Paryżu
  - Irving Kaplansky, amerykański matematyk, pochodzenia polskiego
- 23 czerwca
  - Aaron Spelling, amerykański producent telewizyjny, pomysłodawca Dynastii i Starsky’ego i Hutcha
- 22 czerwca
  - Henryk Lehnert, filmowiec amator
  - Bogusław Maksymilian Maciejewski polski muzykolog i pisarz
  - Alina Perth-Grabowska, dziennikarka polska
- 21 czerwca
  - Yoshimi Kondo, poeta japoński
  - Josefa Maria Imma Mack, niemiecka zakonnica katolicka
  - Khamis al-Obeidi, obrońca Saddama Husajna
  - David Walton, brytyjski ekonomista
- 20 czerwca
  - Bill Daniel, amerykański działacz państwowy, gubernator Guam
  - Evelyn Dubrow, amerykańska działaczka związkowa
  - Jurij Kaszlew, ambasador Rosji w Polsce
- 19 czerwca
  - Alfred Mock, filozof niemiecki, duchowny katolicki
  - Marek Górnisiewicz, polski rysownik komiksowy
- 18 czerwca
  - Luke Belton, polityk irlandzki
  - Gica Petrescu, piosenkarz rumuński
  - Vincent Sherman, amerykański reżyser filmowy
- 17 czerwca
  - Cláudio Besserman Vianna, brazylijski artysta komediowy (pseud. Bussunda)
  - Arthur Franz, amerykański aktor
  - Michaił Łapszin, polityk rosyjski, prezydent Republiki Ałtaj
  - Abdul Chalim Sajdułajew, przywódca separatystów czeczeńskich
  - Józef Sołdaczuk, profesor ekonomii, doktor honoris causa SGH
  - Andrzej Szeląg, polski komentator sportowy
  - Bob Weaver, amerykański prezenter pogody
  - Joseph Zobel, pisarz z Martyniki
- 16 czerwca
  - Jimmy Allison, polityk szkocki
  - Roland Boyes, brytyjski polityk
  - Igor Śmiałowski, polski aktor
  - Vlasta Průchová, czeska wokalistka jazzowa
- 15 czerwca
  - Betty Curtis, włoska piosenkarka
  - Raymond Devos, francuski artysta komediowy
  - Jesus Castellano Cervera, hiszpański zakonnik katolicki, znawca liturgiki
  - Ján Langoš, polityk słowacki
  - Ilona Paczkowska, dziennikarka, działaczka NSZZ Solidarność
  - Jabu Sithole, południowoafrykański prezenter pogody
- 14 czerwca
  - Monroe Browne, dyplomata amerykański
  - Günther Deicke, poeta niemiecki
  - Gabriele Geißler, niemiecka tenisistka stołowa
  - Czesław Gęborski, kapitan aparatu bezpieczeństwa PRL
  - Khurshid Zahan Hoque, działaczka polityczna Bangladeszu
  - Jean Roba, rysownik belgijski, twórca komiksów
- 13 czerwca
  - Charles Haughey, premier Irlandii
  - Hiroyuki Iwaki, dyrygent japoński
  - Dennis Shepherd, bokser południowoafrykański, wicemistrz olimpijski
- 12 czerwca
  - Chakufwa Chihana, polityk Malawi
  - Michael Christian, aktor niemiecki
  - Jan Danecki, socjolog, profesor Uniwersytetu Warszawskiego
  - György Illés, węgierski operator filmowy
  - György Ligeti, kompozytor węgierski
  - José Leite Lopes, fizyk brazylijski
  - James Stephen Sullivan, amerykański biskup katolicki
  - Kenneth Thomson, przedsiębiorca kanadyjski
  - Paul Xanthos, amerykański trener tenisa
- 11 czerwca
  - James Cameron, amerykański działacz antyrasistowski
  - Pierre Clerdent, polityk belgijski
  - Neroli Fairhall, niepełnosprawna łuczniczka nowozelandzka
  - Tim Hildebrandt, plastyk amerykański, autor prac o tematyce fantastyki naukowej
  - Mike Quarry, bokser amerykański
  - Bruce Shand, wojskowy brytyjski, teść księcia Karola
  - Wiesława Kwiatkowska, polska dziennikarka, autorka książek o Gdyni
- 10 czerwca
  - Qadi Abdul Karim Abdullah Al-Arashi, prezydent Jemenu Północnego
  - Hubertus Czernin, dziennikarz austriacki
  - Moe Drabowsky, baseballista amerykański pochodzenia polskiego
  - Charles Johnson, baseballista amerykański
  - Philip Merrill, publicysta i dyplomata amerykański
  - Ruddy Thomas, wokalista jamajski
- 9 czerwca
  - Kinga Choszcz, podróżniczka polska
  - Drafi Deutscher, piosenkarz niemiecki
  - Michael Forrestall, polityk kanadyjski
  - Enzo Siciliano(inne języki), pisarz włoski
- 8 czerwca
  - Robert Donner, amerykański aktor
  - Abouna Matta El Meskeen, egipski duchowny Kościoła koptyjskiego
  - Terry McCann, amerykański zapaśnik (styl wolny), mistrz olimpijski
  - Peter Smithers, brytyjski polityk
  - Claude Sterley, bokser południowoafrykański
- 7 czerwca
  - Abu Musab az-Zarkawi, terrorysta, przeciwnik zaangażowania państw Zachodu w krajach muzułmańskich
  - Herbert Buhtz, wioślarz niemiecki, wicemistrz olimpijski
  - Ingo Preminger, amerykański producent filmowy
  - John Tenta, kanadyjski zapaśnik zawodowy
  - Eleonore Zetzsche, aktorka niemiecka
- 6 czerwca
  - Gérard Léonard, polityk francuski
  - Arnold Newman, amerykański fotograf
  - Zdzisław Nowicki, polski dyplomata, senator RP I kadencji
  - Billy Preston, amerykański muzyk soulowy
  - Hilton Ruiz, portorykański pianista jazzowy
  - Léon Weil, francuski weteran I wojny światowej
- 5 czerwca
  - Ray Cale, rugbysta walijski
  - Henri Magne, francuski pilot rajdowy
- 4 czerwca
  - Alec Bregonzi, brytyjski aktor
  - Walter Funkat, grafik niemiecki
  - William Steger, amerykański prawnik i polityk
  - Edward Wichura, polski aktor drugoplanowy
- 3 czerwca
  - Leo Morris Clarke, australijski biskup katolicki
  - Takayuki Kiyooka, pisarz japoński
  - Edilbert Razafindralambo, prawnik z Madagaskaru, członek Komisji Prawa Międzynarodowego
  - Doug Serrurier, południowoafrykański kierowca Formuły 1
  - Ni Wen-ya, polityk tajwański
- 2 czerwca
  - Johnny Grande, amerykański muzyk rockowy, pianista i akordeonista
  - Joseph Hisajiro Matsunaga, japoński biskup katolicki
  - Leon Pownall, aktor kanadyjski
  - Łukasz Romanek, polski żużlowiec
  - Vince Welnick, amerykański muzyk, klawiszowiec Grateful Dead
- 1 czerwca
  - Frederik Hetmann(inne języki), pisarz niemiecki
  - Shokichi Iyanaga, matematyk japoński
  - Rocío Jurado, hiszpańska śpiewaczka i aktorka
  - Rudi Werion, niemiecki kompozytor muzyki rozrywkowej

## maj 2006
- 31 maja
  - Amaury Castanho, brazylijski duchowny katolicki, biskup
  - Raymond Davis, amerykański fizyk, noblista
  - Bobby Dykes, amerykański bokser
  - Franciszek Wybrańczyk, polski muzyk, założyciel Polskiej Orkiestry Kameralnej i orkiestry Sinfonia Varsovia
- 30 maja
  - Boštjan Hladnik, słoweński reżyser filmowy
  - Shōhei Imamura, japoński reżyser filmowy
  - Bill Kovacs, amerykański filmowiec, laureat Oscara
  - Michael Mary O’Shea, irlandzki duchowny katolicki działający w Południowej Afryce, biskup
  - Robert Sterling, amerykański aktor
- 29 maja
  - Neville Amadio, flecista australijski
  - Steve Mizerak, amerykański bilardzista
  - Georges-Francis Servoz-Gavin, francuski kierowca Formuły 1
- 28 maja
  - Bożena Cabałowa, malarka i poetka polska
  - Fermín Chávez, argentyński historyk
  - Umberto Masetti, motocyklista włoski, mistrz świata
  - Masumi Okada, aktor japoński
  - Tony Sardisco, zawodnik futbolu amerykańskiego
  - Doris Saunders, dziennikarka kanadyjska
  - Andrzej Skrzydlewski, polski zapaśnik w stylu klasycznym, medalista olimpijski
  - Arthur Widmer, amerykański filmowiec, ekspert efektów specjalnych, laureat Oscara
- 27 maja
  - Paul Gleason, amerykański aktor
  - Fernando Romeo Lucas Garcia, prezydent Gwatemali
- 26 maja
  - Johann Adolf von Kielmansegg, wojskowy niemiecki
  - Édouard Michelin, francuski przemysłowiec, prezes przedsiębiorstwa Michelin
  - Kevin O’Flanagan, irlandzki specjalista medycyny sportowej, członek honorowy Międzynarodowego Komitetu Olimpijskiego
  - Ted Schroeder, amerykański tenisista, zwycięzca Wimbledonu i międzynarodowych mistrzostwa USA
  - Raymond Triboulet, polityk francuski, uczestnik ruchu oporu w czasie II wojny światowej
- 25 maja
  - Gerardo de Andrade Ponte, brazylijski duchowny katolicki, biskup
  - Desmond Dekker, jamajski piosenkarz reggae i ska
  - Lars Gyllensten(inne języki), pisarz szwedzki, członek Akademii Szwedzkiej
  - Donald Rudolph, amerykański weteran II wojny światowej
- 24 maja
  - Eric Bedser, brytyjski krykiecista
  - Henry Bumstead, amerykański filmowiec
  - Robert Giaimo, amerykański polityk
  - Anthony Li Duan, chiński arcybiskup katolicki
  - Anderson Mazoka, lider opozycji w Zambii
  - Claude Piéplu, aktor francuski
  - Heinz Stettler, bobsleista szwajcarski
  - John Wheeldon, polityk australijski
  - Michał Życzkowski, polski uczony, specjalista mechaniki, profesor i doktor honoris causa Politechniki Krakowskiej, członek Polskiej Akademii Nauk
- 23 maja
  - Nasir Al-Hatam, tenisista iracki
  - Walter Antoniolli, prawnik austriacki
  - Lloyd Bentsen, amerykański polityk
  - Seweryn Dalecki, aktor polski
  - Michał Friedman, polski tłumacz z jidysz i hebrajskiego
  - Kazimierz Górski, polski trener piłkarski[6]
- 22 maja
  - Salvatore Billa, aktor włoski
  - Lee Jong-wook, lekarz koreański, sekretarz generalny Światowej Organizacji Zdrowia
- 21 maja
  - Katherine Dunham, amerykańska tancerka i choreograf
  - Janina Anita Krochmalska-Podfilipska, pianistka polska, profesor Akademii Muzycznej w Łodzi
  - Alfred Potrawa, polski piłkarz, zawodnik GKS Tychy
  - Billy Walker, amerykański piosenkarz country
- 20 maja
  - Anna Ciepielewska, aktorka polska
  - Yohanna Madaki, wojskowy i polityk nigeryjski
  - Stella Niemierko, uczona polska, neurobiolog, profesor Instytutu Biologii Doświadczalnej PAN im. Nenckiego
  - Andy Radford, duchowny angielski, biskup Kościoła anglikańskiego
  - Zoe Rae, amerykańska aktorka dziecięca
  - Oscar Serfilippi, włoski duchowny katolicki, biskup
  - Cherd Songsri, tajlandzki reżyser filmowy
  - Annis Stukus, kanadyjski trener futbolu amerykańskiego i hokeja
- 19 maja
  - Jicchak Ben Aharon, polityk izraelski, działacz Izraelskiej Partii Pracy
  - Freddie Garrity, brytyjski wokalista grupy Freddie and the Dreamers
  - Stanisław Owczarek, polski prawnik, wiceprzewodniczący Trybunału Stanu
  - Stanisław Rączkowski, polski ekonomista, doktor honoris causa SGH
- 18 maja
  - Alexander Leibkind, niemiecki menedżer sportowy
  - Andrew Martinez, amerykański propagator nudyzmu
  - Vitor Negrete, wspinacz brazylijski
  - Michael O’Riordan, polityk irlandzki
  - Gilbert Sorrentino, amerykański pisarz
- 17 maja
  - Eva Maria Bauer, aktorka niemiecka
  - Cy Feuer, amerykański producent i scenarzysta broadwayowski
  - Eric Forth, brytyjski polityk
  - Raffaello Funghini, włoski duchowny katolicki, arcybiskup, dziekan Roty Rzymskiej
  - Mieczysław Nowak, polski sztangista, medalista olimpijski
- 16 maja
  - André Labarrère, polityk francuski
- 15 maja
  - Eberhard Esche, aktor niemiecki
  - Chic Hecht, amerykański polityk
  - Jerzy Szuba, polski chemik, rektor Politechniki Śląskiej
  - Piotr Wicha, architekt polski
- 14 maja
  - Stanley Kunitz, amerykański poeta
  - Magda Leja, pisarka polska, autorka książek dla dzieci
  - Giancarlo Matteotti, polityk włoski
  - Bruce Merrifield, amerykański biochemik, noblista z chemii
  - Günther Nenning, dziennikarz austriacki
  - Sabina Nowicka, polska działaczka kulturalna, dyrektor scen łódzkich
  - Halina Szymańska, polska działaczka społeczności żydowskiej
- 13 maja
  - Jaroslav Pelikan, amerykański teolog prawosławia
  - Zofia Lejman-Rakowiecka, reżyser Teatru Polskiego Radia
  - Östen Sjöstrand(inne języki), poeta i eseista szwedzki
  - Peter Viereck, amerykański poeta i historyk
- 12 maja
  - Mony Dalmès, francuska aktorka
  - Andrzej Krysztof, polski inżynier, konstruktor stetoskopów lekarskich i przedsiębiorca
  - Hussein Maziq, polityk libijski
  - Gillespie Montgomery, amerykański polityk
  - Krzysztof Poklewski-Koziełł, polski prawnik
- 11 maja
  - Michael O’Leary, polityk irlandzki
  - Floyd Patterson, amerykański bokser, mistrz olimpijski i zawodowy mistrz świata
  - Metody Dymitrow Stratiew, bułgarski duchowny katolicki rytu bizantyjskiego, wikariusz apostolski Sofii
- 10 maja
  - Val Guest, brytyjski filmowiec
  - Soraya, piosenkarka amerykańska pochodzenia kolumbijskiego
  - Aleksandr Zinowjew, rosyjski socjolog i filozof
- 9 maja
  - Jerzy Ficowski, polski poeta, prozaik, tłumacz
  - Polidoro Van Vlierberghe, belgijski duchowny katolicki działający w Chile, biskup
- 8 maja
  - Eugeniusz Ajewski, członek władz Światowego Związku Żołnierzy AK, uczestnik kampanii wrześniowej i powstania warszawskiego
  - Dawid Cimakuridze, gruziński zapaśnik w stylu wolnym, mistrz olimpijski w barwach ZSRR
  - John Kimbrough, zawodnik futbolu amerykańskiego
  - Pule Patrick Ntsoelengoe, południowoafrykański piłkarz, grający w ligach amerykańskich
- 7 maja
  - Edmund Boniewicz, polski duchowny katolicki, pallotyn, spowiednik kard. Wyszyńskiego
  - Richard Carleton, australijski dziennikarz telewizyjny
  - Stella Sigcau, minister robót publicznych w Południowej Afryce
  - Jocelyn Simon, brytyjski polityk i prawnik
  - Machiko Soga, aktorka japońska
- 6 maja
  - Lillian Asplund, ostatnia amerykańska pasażerka Titanica
  - Konstantin Bieskow, piłkarz rosyjski, trener
  - Grant McLennan, gitarzysta australijski, członek grupy The Go-Betweens
  - Shigeru Kayano, japoński aktywista i działacz społeczny na rzecz ludu Ajnów
- 5 maja
  - Naushad, kompozytor indyjski
  - František Peřina, pilot czeski, as myśliwski z czasów II wojny światowej
- 4 maja
  - Karel Appel, malarz holenderski
- 3 maja
  - Pramod Mahajan, polityk indyjski
  - Earl Woods, ojciec i pierwszy trener golfisty Tigera Woodsa
- 2 maja
  - Luigi Griffanti, piłkarz włoski, bramkarz
  - Gabino Rey, malarz hiszpański
- 1 maja
  - John Brack, szwajcarski piosenkarz
  - Władysław Brzozowski, koszykarz polski
  - Ed Casey, polityk australijski
  - Georges Haines, amerykański trener pływania
  - Raúl Primatesta, argentyński duchowny katolicki, arcybiskup Córdoby, kardynał

## kwiecień 2006
- 30 kwietnia
  - Charles Garrett Maloney, amerykański duchowny katolicki, biskup
  - Pramoedya Ananta Toer, pisarz indonezyjski
  - Jean-François Revel, francuski filozof
  - Corinne Rey-Bellet, szwajcarska narciarka alpejska, wicemistrzyni świata w zjeździe z roku 2003
  - Paul Spiegel, prezes Centralnej Rady Żydów Niemieckich
  - Marian Żelazek, polski zakonnik, werbista, kandydat do pokojowej Nagrody Nobla w 2002
- 29 kwietnia
  - John Kenneth Galbraith, amerykański ekonomista
  - Shankar Laxman, indyjski hokeista na trawie, mistrz olimpijski
  - Włodzimierz Nieporęt, polski polityk
  - Erich Selbmann, niemiecki dziennikarz
  - John C. Trever, amerykański uczony, który sfotografował rękopisy z Qumran
- 28 kwietnia
  - Werner O. Feißt, niemiecki prezenter telewizyjny
  - Jan Koetsier, dyrygent i kompozytor holenderski
- 27 kwietnia
  - Wacław Latocha, polski kolarz torowy
  - Pat Marsden, kanadyjski dziennikarz sportowy
  - Alexander Buel Trowbridge, amerykański polityk, sekretarz handlu w administracji Lyndona Johnsona
  - Julia Thorne, amerykańska pisarka, żona Johna Kerry’ego
  - Janusz Wolniewicz, polski pisarz, reportażysta i podróżnik
  - Marian Kochansky, słowacki muzyk i piosenkarz
  - Bogdan Hancu, pierwszy rumuński żołnierz, który zginął w Iraku
- 26 kwietnia
  - Moshe Halberstam, rabin jerozolimski
  - Daniel McKenna, amerykański gitarzysta, członek grupy Toby Beau
  - Juwal Ne’eman, izraelski fizyk, minister nauki
  - Voldemar Miller, estoński historyk
- 25 kwietnia
  - Jane Jacobs, kanadyjska publicystka pochodzenia amerykańskiego, teoretyk architektury
  - Jerzy Komorowski, polski instruktor harcerski
  - Peter Law, brytyjski polityk
  - Heidi Pataki, poetka i eseistka austriacka
- 24 kwietnia
  - Erik Bergman, fiński kompozytor
  - Johnny Checketts, nowozelandzki pilot, as myśliwski II wojny światowej
  - Brian Labone, angielski piłkarz
  - Bonnie Owens, amerykańska piosenkarka country
  - Andrzej Redelbach, polski prawnik
  - Moshe Teitelbaum, rabin chasydyjski, działający w USA
- 23 kwietnia
  - Ghatar Baba, malezyjski polityk
  - Willie Finnigan, angielski piłkarz
  - David Peckinpah, amerykański producent i reżyser telewizyjny
- 22 kwietnia
  - Jobie Nutarak, polityk kanadyjski
  - Satyadeow Sawh, polityk Gujany
  - Alida Valli, włoska aktorka
  - Titos Kontopoulas, grecki dziennikarz
  - Ronnie Sox, pionier wyścigów rajdowych w USA
- 21 kwietnia
  - Alojzy Melich, polski ekonomista, członek Polskiej Akademii Nauk
  - Telê Santana, brazylijski trener piłkarski
- 20 kwietnia
  - Basil Filevich, kanadyjski duchowny katolicki, biskup rytu ukraińskiego
  - Edith Hultzsch, niemiecka malarka
  - Migueal Zacarias Nogaim, meksykański reżyser filmowy
  - Wolfgang Unzicker, niemiecki arcymistrz szachowy
- 19 kwietnia
  - Scott Crossfield, amerykański pilot
  - Bob Dove, zawodnik futbolu amerykańskiego
  - Maurice de Gandillac, filozof francuski
  - Ellen Kuzwayo, pisarka południowoafrykańska, działaczka na rzecz praw człowieka
- 18 kwietnia
  - Marcelino Correr, brazylijski duchowny katolicki, biskup, kapucyn
  - John Lyall, brytyjski trener piłkarski
  - Daniel Sydlik, amerykański przywódca religijny, członek Ciała Kierowniczego Świadków Jehowy
- 17 kwietnia
  - Jean Bernard, hematolog francuski, członek Akademii Francuskiej
  - Scott Brazil, amerykański reżyser
  - Elford Albin Cederberg, amerykański polityk
  - Henderson Forsythe, amerykański aktor
  - Arthur Hertzberg, rabbi
  - Rudolf Slánský (junior), dyplomata czeski
  - Vaishnavi, aktorka indyjska
- 16 kwietnia
  - Francisco Adam, aktor portugalski
  - Brett Goldin, amerykański aktor
  - Kurt Mühlenhaupt, malarz, rzeźbiarz i pisarz niemiecki
  - Daniel Schaefer, amerykański polityk
- 15 kwietnia
  - José Méndez Asensio, hiszpański duchowny katolicki, em. arcybiskup Grenady
  - Louise Smith, amerykańska pionierka sportu motorowego kobiet, pierwsza kobieta – kierowca NASCAR
- 14 kwietnia
  - Mahmut Bakalli, polityk Kosowa
  - Raul Quijano, argentyński polityk, minister spraw zagranicznych
  - Miguel Reale, brazylijski filozof prawa
- 13 kwietnia
  - William Fehring, amerykański baseballista, trener
  - Robert Lak, polityk Papui-Nowej Gwinei, duchowny katolicki
  - Muriel Spark, brytyjska pisarka
  - Arthur Winston, legendarny pracownik transportu publicznego Los Angeles
- 12 kwietnia
  - William Sloane Coffin, amerykański działacz pokojowy, duchowny prezbiteriański
  - Christiane Maybach, aktorka niemiecka
  - Shekhtar Mehta, kenijski kierowca rajdowy
  - Rajkumar, aktor indyjski
- 11 kwietnia
  - Les Foote, zawodnik futbolu australijskiego
  - Winand Osiński, polski lekkoatleta maratończyk, olimpijczyk
  - June Pointer, amerykańska piosenkarka, członkini zespołu The Pointer Sisters
  - Proof, raper amerykański, członek zespołu D12
- 10 kwietnia
  - Mohammed Fitouri, polityk tunezyjski
  - Bonaya Godana, polityk kenijski
  - Charles Joseph Henderson, brytyjski duchowny katolicki, biskup
- 9 kwietnia
  - Robin Orr, kompozytor szkocki
  - Jimmy Outlaw, amerykański baseballista
  - Georges Rawiri, minister spraw zagranicznych Gabonu
  - Hermann Schild, kolarz niemiecki
  - Vilgot Sjöman, szwedzki reżyser i scenarzysta
- 8 kwietnia
  - Gerard Reve, holenderski pisarz
- 7 kwietnia
  - Zdzisław Pawlak, polski informatyk, członek Polskiej Akademii Nauk
- 6 kwietnia
  - Ryszard Badoń-Lehr, polski dyplomata
  - Augustyn Bloch, polski kompozytor
  - Leonard Da Cunha, indonezyjski duchowny katolicki, arcybiskup
  - Aleksander Omiljanowicz polski zbrodniarz komunistyczny, autor książek o tematyce podróżniczej
- 5 kwietnia
  - Alain de Boissieu, wojskowy francuski
  - Carequinha, brazylijski artysta cyrkowy, clown
  - Allan Kaprow, amerykański malarz, teoretyk sztuki
  - Pasquale Macchi, włoski duchowny katolicki, sekretarz papieża Pawła VI
  - Gene Pitney, amerykański piosenkarz
- 4 kwietnia
  - Tom Abercrombie, amerykański fotograf
  - Eckhard Dagge, bokser niemiecki, zawodowy mistrz świata
  - Jürgen Echternach, polityk niemiecki
  - Martin Gilks, brytyjski perkusista, członek zespołu The Wonder Stuff
  - Witold Feliks Gładkowski, polski polityk, senator
  - Albert Harker, amerykański piłkarz amerykański
  - Jürgen Thorwald, pisarz niemiecki
  - Sebastian Vallopilly, indyjski duchowny katolicki rytu syro-malabarskiego, biskup
- 2 kwietnia
  - sir Anthony Beaumont-Dark, brytyjski polityk
  - Carlos Fabião, portugalski działacz państwowy
  - Nina von Stauffenberg, wdowa po zamachowcu na Hitlera Clausie
- 1 kwietnia
  - In Tam, polityk kambodżański

## marzec 2006
- 31 marca
  - Florian Krygier, trener i działacz Pogoni Szczecin
  - Jackie McLean, amerykański saksofonista jazzowy
  - Jerzy Serczyk, historyk polski
- 30 marca
  - George Leslie Brown, amerykański polityk
  - Red Hickey, trener futbolu amerykańskiego
  - Romuald Kunat, dyplomata polski
  - Danuta Miścicka-Śliwka, specjalistka medycyny sądowej, ostatni rektor Akademii Medycznej w Bydgoszczy
  - Richard Powell, brytyjski działacz państwowy
- 28 marca
  - Pro Hart, malarz australijski
  - Bansi Lal, polityk indyjski
  - Caspar Weinberger, amerykański polityk, sekretarz obrony
- 27 marca
  - Lesław Bartelski, polski pisarz, varsavianista i leksykograf
  - Werner Camichel, bobsleista szwajcarski, mistrz olimpijski
  - Daniel Curtis, amerykański reżyser i producent telewizyjny
  - Ian Hamilton Finlay, poeta i plastyk szkocki
  - Stanisław Lem, polski pisarz
  - Lyn Nofziger, amerykański dziennikarz, sekretarz prasowy Ronalda Reagana
  - Rudolf Vrba, słowacki uciekinier z obozu koncentracyjnego Auschwitz, profesor farmakologii w Kanadzie
- 26 marca
  - Anil Biswas, polityk indyjski
  - David Cunliffe-Lister, brytyjski polityk, arystokrata
  - Paul Dana, amerykański kierowca wyścigowy (IndyCar)
  - Alain Danet, francuski działacz sportowy, członek honorowy Międzynarodowego Komitetu Olimpijskiego
  - Nikki Sudden, brytyjski muzyk punk, gitarzysta i wokalista
- 25 marca
  - Racío Dúrcal, aktorka i piosenkarka hiszpańska
  - Władysław Fiałek, polski malarz
  - Richard Fleischer, amerykański reżyser filmowy
  - Buck Owens, amerykański muzyk country
  - Tom Toelle, reżyser niemiecki
- 24 marca
  - Jörg Bastuck, niemiecki pilot rajdowy
  - John Glenn Beall, amerykański polityk
  - Jaroslava Moserová, czeska działaczka polityczna, kandydatka na prezydenta, lekarka
  - Lynne Perrie, brytyjski aktorka
  - Henryk Pruchniewicz, polski polityk, minister
- 23 marca
  - Satcam Boolell, polityk Mauritiusa
  - Sarah Caldwell, amerykańska działaczka kulturalna, dyrygent
  - Desmond Doss, amerykański weteran II wojny światowej
  - Eloy de la Iglesia, reżyser hiszpański
  - Noël Josèphe, polityk francuski
- 22 marca
  - Ria Beckers, holenderska działaczka polityczna
  - James Chikerema, polityk Zimbabwe
  - Pierre Clostermann, francuski pilot wojskowy, as myśliwski z czasu II wojny światowej
  - Decio Lucio Grandoni, włoski duchowny katolicki, biskup
  - Bernard Lacoste, przedsiębiorca francuski
  - Pío Leyva, muzyk kubański, członek Buena Vista Social Club
  - Britt Lomond, amerykański aktor, odtwórca roli kapitana Monastario w serialu Walta Disneya Zorro
- 21 marca
  - Desmond Ackner, brytyjski prawnik, członek Izby Lordów
  - Jörn Eckert, niemiecki historyk prawa
  - Margaret Ewing, szkocka działaczka polityczna
  - Ireneusz Strzałkowski, polski fizyk, prezes Polskiego Towarzystwa Fizycznego
- 20 marca
  - Michał Dobroczyński, polski politolog, profesor Uniwersytetu Warszawskiego
  - John Morressy, amerykański pisarz fantastyki naukowej i fantasy
  - Emil Nalborczyk, polski biolog, wiceprezes Polskiej Akademii Nauk
  - Gene Scott, amerykański tenisista, publicysta sportowy
- 19 marca
  - Golap Borbora, polityk indyjski
- 18 marca
  - Bill Beutel, amerykański prezenter telewizyjny
- 17 marca
  - Oleg Cassini, amerykański projektant mody pochodzenia francuskiego
  - Narvin Kimball, amerykański muzyk jazzowy, wirtuoz banjo
  - Edith Krappe, niemiecka działaczka polityczna
  - Ray Meyer, amerykański trener koszykówki
  - G. William Miller, polityk amerykański, sekretarz skarbu i szef Rezerwy Federalnej
  - Jakob Stucki, polityk szwajcarski
- 16 marca
  - K. Leroy Irvis, amerykański polityk
  - Andrzej Litwornia, polski historyk literatury, eseista, mieszkający we Włoszech
  - Romeo Panciroli, włoski duchowny katolicki, arcybiskup, nuncjusz
- 15 marca
  - José Gabriel Calderón Contreras, kolumbijski duchowny katolicki, biskup
  - Zygmunt Duczyński, polski reżyser teatru alternatywnego
  - George Mackey, amerykański matematyk
  - Georgios Rallis, premier Grecji
  - Red Storey, kanadyjski hokeista i sędzia hokejowy
- 14 marca
  - Joāo José Burke, brazylijski duchowny katolicki, biskup, franciszkanin
  - Hamish Gray, brytyjski polityk
  - Lennart Meri, prezydent Estonii
  - Mario Epifanio Mgulunde, tanzański duchowny katolicki, arcybiskup
- 13 marca
  - Roy Clarke, walijski piłkarz
  - Jimmy Johnstone, piłkarz szkocki
  - Maureen Stapleton, amerykańska aktorka
  - Peter Tomarken, amerykański prezenter telewizyjny
- 12 marca
  - Nick Barone, amerykański bokser
  - Emil Beck, niemiecki trener szermierki
  - Jurij Brězan, pisarz serbołużycki
  - Zdzisław Bubnicki, polski specjalista automatyki i robotyki, członek Polskiej Akademii Nauk
  - István Gyulai, węgierski działacz sportowy, dziennikarz
  - Jonatan Johansson, snowboardzista szwedzki
  - Robert Redmond, brytyjski polityk, deputowany Izby Gmin (1970–1974)[7]
  - Wiktor Sokołow, rosyjski dziennikarz i duchowny prawosławny, dysydent w czasach ZSRR
- 11 marca
  - Bernie Geoffrion, hokeista kanadyjski
  - Slobodan Milošević, prezydent Jugosławii
  - Jesús Miguel Rollán, hiszpański piłkarz wodny, złoty medalista olimpijski
- 10 marca
  - Péter Halász, aktor i reżyser węgierski
  - Jean Hermil, francuski duchowny katolicki, biskup
  - Hans Oberndorfer, astronom niemiecki
  - John Profumo, brytyjski polityk, bohater skandalu obyczajowo-szpiegowskiego
- 9 marca
  - Hanka Bielicka, aktorka polska
  - Harry Seidler, architekt australijski pochodzenia austriackiego
  - Bernard Drzęźla, polski senator, technik górnictwa
- 8 marca
  - Brian Barratt-Boyer, kardiolog nowozelandzki
  - Teresa Ciepły, lekkoatletka polska
  - Giordano Cottur, kolarz włoski
  - Albert D. Schroeder, amerykański przywódca religijny, członek Ciała Kierowniczego Świadków Jehowy
  - Stanisław Skoczowski, polski specjalista automatyki przemysłowej, rektor Politechniki Szczecińskiej
  - Ramón Artemio Staffolani, argentyński duchowny katolicki, biskup
- 7 marca
  - John Junkin, brytyjski aktor
  - Marian Kempny, polski socjolog
  - Stanisław Kocańda, polski specjalista budowy i eksploatacji maszyn, członek Polskiej Akademii Nauk
  - John Joseph McFall, amerykański polityk
  - Gordon Parks, amerykański fotograf i reżyser
  - Dana Reeve, amerykańska aktorka, żona Christophera Reeve’a
  - Ali Farka Touré, muzyk malijski
  - Jean-Claude Zwahlen, polityk szwajcarski
- 6 marca
  - Maurice Burlaz, francuski działacz piłkarski
  - Kirby Puckett, amerykański baseballista
  - Hans-Dieter Söling, biochemik niemiecki
  - Ruth Weiss, dziennikarka chińska pochodzenia austriackiego
- 5 marca
  - Milan Babić, przywódca chorwackich Serbów
  - Roman Ogaza, polski piłkarz, wicemistrz olimpijski
  - John Joseph Paul, amerykański duchowny katolicki, biskup
  - Donato Squicciarini, włoski duchowny katolicki, nuncjusz w Austrii
- 3 marca
  - William Herskovic, uciekinier z obozu koncentracyjnego Auschwitz
  - Krzysztof Kołbasiuk, polski aktor
  - Richard Vander Veen, amerykański polityk
- 2 marca
  - Leopold Gratz, minister spraw zagranicznych Austrii i burmistrz Wiednia
  - Marion Higgins, najstarsza osoba w Kalifornii
  - Rachel Mellon Walton, amerykańska działaczka filantropijna
- 1 marca
  - Annette von Aretin, niemiecka prezenterka telewizyjna
  - Jöelle Aubron, francuska terrorystka, członkini Action directe
  - Harry Browne, kandydat na prezydenta USA z ramienia Partii Libertariańskiej
  - Mack Easley, amerykański polityk
  - Aleksander Fol, bułgarski historyk
  - Johnny Jackson, amerykański perkusista, współpracownik The Jackson Five
  - Peter Osgood, piłkarz angielski, zawodnik Chelsea F.C.
  - John Parkinson, irlandzki działacz społeczny, prezydent Belfast Titanic Society
  - Pierre Pasquini, francuski polityk
  - Jan Raniecki, prezes Polonii Warszawa
  - Jack Wild, brytyjski aktor, nominowany do Oscara

## luty 2006
- 28 lutego
  - Owen Chamberlain, amerykański fizyk, noblista
  - Peter Fan Wenxing, chiński biskup katolicki
  - Hugh McCartney, brytyjski polityk
  - Arno Wallaard, holenderski kolarz
- 27 lutego
  - Ferenc Bene, węgierski piłkarz, mistrz olimpijski
  - Milton Katims, amerykański dyrygent i skrzypek
  - Robert Lee Scott, amerykański wojskowy, generał lotnictwa
  - Linda Smith, brytyjski aktorka
- 26 lutego
  - Georgina Battiscombe, brytyjska pisarka, autorka biografii osobistości XIX-wiecznych
  - Walter Kerber, etyk niemiecki, jezuita
  - Kazimierz Otap, weteran II wojny światowej
  - Hans Singer, brytyjski ekonomista pochodzenia niemieckiego
- 25 lutego
  - Florencio Coronado Romani, peruwiański duchowny katolicki, arcybiskup
  - Darren McGavin, amerykański aktor
  - Henry M. Morris, amerykański teolog chrześcijański, teoretyk kreacjonizmu
  - Irena Nowakowska, polska socjolog
- 24 lutego
  - Octavia Butter, amerykańska pisarka fantastyki naukowej
  - Don Knotts, amerykański aktor
  - Alf Marholm, aktor niemiecki
  - Dennis Weaver, amerykański aktor
- 23 lutego
  - Benno Besson, aktor i reżyser szwajcarski
  - Said Mohamed Djohar, prezydent Komorów
  - Stanisław Kuraciński, polski duchowny katolicki, misjonarz, pallotyn
  - Joseph Sun Yuanmo, chiński biskup katolicki
  - Telmo Zarraonaindía, piłkarz hiszpański
- 22 lutego
  - Hilde Domin(inne języki), poetka niemiecka
  - Tadeusz Łodykowski, polski ekonomista, poseł na Sejm PRL
  - Flossie Page, amerykańska rekordzistka długowieczności
  - Sinnathamby Rajaratnam, polityk singapurski
- 21 lutego
  - Giennadij Ajgi, poeta czuwaski
  - Jadwiga Lachertówna, śpiewaczka polska
  - Mirko Marjanovic, premier Serbii
  - Angelica Rozeanu, rumuńska tenisistka stołowa, wielokrotna mistrzyni świata
  - Stefan Terletzki, brytyjski parlamentarzysta pochodzenia ukraińskiego
- 20 lutego
  - Luca Cossioni, polityk włoski
  - Fang Zhaolin, malarka chińska
  - Lou Gish, brytyjska aktorka
  - Curt Gowdy, amerykański dziennikarz sportowy
  - Paul Marcinkus, amerykański arcybiskup katolicki, wysoki urzędnik Kurii Rzymskiej
  - Lucjan Wolanowski, polski pisarz, dziennikarz i podróżnik
- 19 lutego
  - Otto Kery, austriacki aktor i reżyser
  - François Schaller, szwajcarski ekonomista, działacz państwowy
- 18 lutego
  - Richard Bright, amerykański aktor
  - Hans Heinz Hahnl, pisarz austriacki
  - Laurel Hester, amerykańska działaczka na rzecz praw osób homoseksualnych
  - Charles Frederick Leonard, amerykański wojskowy, wicemistrz olimpijski w pięcioboju nowoczesnym
  - Manuel Tavares de Araújo, brazylijski duchowny katolicki, biskup
  - Tereza Hlavsová, czeska biathlonistka, mistrzyni świata juniorów
- 17 lutego
  - Ray Barretto, amerykański muzyk jazzowy
  - Sybille Bedford, brytyjski pisarka pochodzenia niemieckiego
  - Paul Carr, amerykański aktor
  - Bill Cowsill, wokalista amerykańskiej grupy The Cowsills
  - Harold Hunter, amerykański skateboardzista i aktor
  - Jorge Pinto Mendonça – brazylijski piłkarz
  - John Watson, amerykański trener tenisa, wykładowca języków obcych
- 16 lutego
  - Michael Durham, amerykański zapaśnik zawodowy
  - Antoni Kantecki, polski ekonomista
  - Ernie Stautner, zawodnik futbolu amerykańskiego pochodzenia niemieckiego
- 15 lutego
  - Józef Baj, światowej sławy twórca sprzętu radiestezyjnego
  - Andriej Petrow, rosyjski kompozytor
  - Sun Yuan-suan, premier Republiki Chińskiej (Tajwanu)
  - Josip Vrhovec, polityk byłej Jugosławii
- 14 lutego
  - Yehuda Chitrik, rabin, uczony szkoły chasydyzmu Chabad-Lubawicz
  - Darry Cowl, aktor i muzyk francuski
  - Shoshana Damari, piosenkarka izraelska
  - Lynden David Hall, brytyjski wokalista soul
  - Hermann Lein, działacz austriackiego ruchu oporu w czasie II wojny światowej
  - Putte Wickman, szwedzki muzyk jazzowy
  - Aleksander Zeliaś, ekonomista polski
- 13 lutego
  - Andreas Katsulas, amerykański aktor
  - Alan Levin, amerykański reżyser dokumentalista
  - Peter Frederick Strawson, brytyjski filozof
  - Joseph Ujlaki, piłkarz francuski pochodzenia węgierskiego
  - Wang Xuan, informatyk chiński
- 12 lutego
  - Nancy Burke, kanadyjska poetka i pisarka, profesor literatury amerykańskiej i kanadyjskiej Uniwersytetu Warszawskiego
  - Rudi Geil, polityk niemiecki
  - Wolfgang Mittmann, pisarz niemiecki
  - Otto Paetz, malarz niemiecki
- 11 lutego
  - Peter Benchley, amerykański pisarz
  - Del Courtney, amerykański muzyk, lider big bandu
  - Ken Fletcher, tenisista australijski, zwycięzca turniejów wielkoszlemowych w grze podwójnej i mieszanej
  - Małgorzata Hołyńska, tłumaczka literatury francuskiej i portugalskiej
  - Harry Schein, szwajcarski teoretyk filmu
- 10 lutego
  - Phil Brown, amerykański aktor
  - J Dilla, amerykański producent muzyczny (hip-hop)
  - Jakob von und zu Eltz, przedsiębiorca niemiecki
  - Mariusz Okoniewski, żużlowiec polski
  - John Prentice, szkocki piłkarz i trener
  - Norman Shumway, amerykański kardiochirurg
  - Juan Soriano, malarz i rzeźbiarz meksykański
  - André Strappe, piłkarz francuski
- 9 lutego
  - Ibolya Csák, węgierska atletka, mistrzyni olimpijska w skoku wzwyż
  - Dai Ailian, chińska tancerka, pedagog
  - Roger Marie Froment, francuski biskup katolicki
  - Ron Greenwood, angielski trener piłkarski, menedżer reprezentacji Anglii
  - Walter Keßler, niemiecki fizyk
  - Freddie Laker, brytyjski przedsiębiorca, pionier tanich linii lotniczych
  - Nadira, aktorka indyjska
- 8 lutego
  - Larry Black, amerykański lekkoatleta, mistrz olimpijski
  - Elton Dean, angielski saksofonista jazzowy
  - Thierry Fortineau, francuski aktor
  - Akira Ifukube, japoński kompozytor muzyki filmowej
  - Mart Kenney, kanadyjski muzyk
  - Andrzej Wróbel, polski duchowny katolicki, przełożony polskiej prowincji pijarów
- 7 lutego
  - Michael Gilbert, brytyjski pisarz, autor kryminałów
  - George Millay, amerykański przedsiębiorca
  - Władysław Prężyna, polski duchowny katolicki, profesor psychologii Katolickiego Uniwersytetu Lubelskiego
  - Marek Strzelecki, polski duchowny katolicki, kapelan wojskowy, pallotyn
- 6 lutego
  - Jan Maliński, polski lotnik, weteran II wojny światowej
  - Karin Struck, niemiecka pisarka
- 5 lutego
  - Norma Candal, aktorka portorykańska
  - Martin Feinstein, amerykański działacz kulturalny
  - Herbert Fischer, dyplomata niemiecki (NRD)
  - Reuven Frank, amerykański dziennikarz
  - Ulrich Klöti, politolog szwajcarski
  - Anna Podhajska, uczona polska, biotechnolog
  - David da Sousa, portugalski duchowny katolicki, arcybiskup, franciszkanin
  - Antonio Maria Travia, włoski duchowny katolicki, arcybiskup
- 4 lutego
  - Jenő Dalnoki, węgierski piłkarz, trener
  - Friedrich Engel, dowódca SS w Genui w czasie II wojny światowej
  - Betty Friedan, amerykański pisarka, pionierka feminizmu
  - Hellmut Kalbitzer, polityk niemiecki
  - Robert Kurek, siatkarz polski
  - Joe McGuff, amerykański dziennikarz sportowy
  - Osvaldo Serra Van-Dúnem, polityk angolski
  - Myron Waldman, amerykański rysownik, twórca filmów animowanych
- 3 lutego
  - Ustaw Qawwal Bahauddin, pakistański śpiewak qawwali
  - Marquard Bohm, aktor niemiecki
  - Walerian Borowczyk, reżyser polski
  - Jean Byron, amerykański aktorka
  - Iwan Choma, ukraiński biskup Kościoła greckokatolickiego
  - Kurt Emmerich, niemiecki dziennikarz sportowy
  - Louis Jones, amerykański lekkoatleta, mistrz olimpijski
  - Al Lewis, amerykański aktor, działacz Partii Zielonych
  - Tilo Medek, kompozytor niemiecki
  - Romano Mussolini, włoski pianista jazzowy, syn Benito Mussoliniego
  - Józef Penkowski, polski etnolog, duchowny katolicki, werbista
  - Jason Sears, amerykański wokalista, członek punkowej grupy Rich Kids on LSD
  - Reinhold Steingräber, zapaśnik niemiecki
  - Wanda Tazbir, polska instruktorka harcerska
  - John Vaught, trener futbolu amerykańskiego
- 2 lutego
  - Mizanur Rahman Chowdhury, premier Bangladeszu
  - Erich Konecki, hokeista łotewski, trener
  - Pat Rupp, amerykański hokeista, olimpijczyk
  - Reginald Swartz, australijski polityk
  - Stephen Worobetz, kanadyjski lekarz, gubernator porucznik Saskatchewan
  - Wu Xianghu, dziennikarz chiński
- 1 lutego
  - Feliks Bednarski, polski teolog katolicki, benedyktyn
  - Ronald B. Cameron, amerykański polityk
  - Samuel Goddard, amerykański polityk
  - Jean-Philippe Maitre, polityk szwajcarski
  - Charles John Tottenham, brytyjski pedagog działający w Kanadzie, członek Izby Lordów

## styczeń 2006
- 31 stycznia
  - Ruairi Brugha, polityk irlandzki
  - Paul Regina, amerykański aktor
  - Moira Shearer, brytyjska tancerka baletowa
- 30 stycznia
  - Giovanni Ceirano, włoski duchowny katolicki, dyplomata watykański, arcybiskup
  - Feng Xiliang, dziennikarz chiński
  - Seth Fisher, amerykański rysownik
  - Arnold Graffi, onkolog niemiecki
  - Coretta Scott King, amerykańska działaczka na rzecz praw obywatelskich, wdowa po Martinie Lutherze Kingu
  - Otto Lang, amerykański producent filmowy i narciarz pochodzenia austriackiego
  - Nikolaj, prawosławny metropolita Czech i Słowacji
  - Wendy Wasserstein, amerykański dramatopisarka
- 29 stycznia
  - Simon Bedaya-Ngaro, polityk środkowoafrykański
  - Nam June Paik, amerykański artysta pochodzenia koreańskiego, pionier sztuki wideo
- 28 stycznia
  - 65 ofiary katastrofy budowlanej w Katowicach
  - Arthur Bloom, amerykański dziennikarz
  - Wincenty Domisz, polski samorządowiec, prezydent Inowrocławia i Bydgoszczy
  - Jicchak Kaduri, ortodoksyjny rabin
  - Ludomir Mączka, polski żeglarz, kapitan
  - Henry McGee, brytyjski aktor
  - Victor Mishcon, brytyjski polityk, prawnik
- 27 stycznia
  - Maurice Colclough, brytyjski rugbysta
  - Tana Hoband, amerykańska pisarka i fotograf, autorka książek dla dzieci
  - Helena Jaworska-Werner, dziennikarka, wieloletnia posłanka na Sejm, w latach 1954–1957 przewodnicząca Zarządu Głównego ZMP
  - Phyllis King, brytyjska tenisistka
  - Lucyna Kubica, pierwsza po wojnie polska marszand dzieł sztuki
  - Carol Mircea Lambrino, syn króla Rumunii Karola II
  - Gene McFadden, amerykański piosenkarz
  - R.K. Ranbir Singh, polityk indyjski
  - Johannes Rau, polityk niemiecki, prezydent Niemiec w latach 1999–2004
- 26 stycznia
  - John Dunwoody, brytyjski polityk, lekarz
  - Józef Japa, polski hematolog, doktor honoris causa Śląskiej Akademii Medycznej w Katowicach
  - Carlos Martínez, wenezuelski baseballista
- 25 stycznia
  - John James Cowperthwaite, wysoki urzędnik brytyjskiej administracji Hongkongu
  - Moss Mabry, amerykański kostiumograf
  - Sudharmono, wiceprezydent Indonezji
  - Allan Temko, amerykański dziennikarz
  - Bruno Wojtkowiak, fizykochemik francuski pochodzenia polskiego, profesor i rektor uniwersytetu w Nantes
- 24 stycznia
  - Zaki Badawi, islamski przywódca religijny w Wielkiej Brytanii
  - Jack Fiske, amerykański dziennikarz sportowy
  - Federico Gómez de Salazar y Nieto, polityk hiszpański
  - Schafik Handal, polityk salwadorski
  - Fayard Nicholas, amerykański tancerz
  - Chris Penn, amerykański aktor
- 23 stycznia
  - Savino Guglielmetti, gimnastyk włoski, mistrz olimpijski
  - Virginia Smith, amerykańska działaczka polityczna
  - Michael Wharton, brytyjski dziennikarz i satyryk
- 22 stycznia
  - Thomas Christian David, kompozytor austriacki
  - Hans Jedlitschka, szwajcarski reżyser słuchowisk radiowych
  - Rick van der Linden, holenderski muzyk, klawiszowiec zespołu Ekseption
- 21 stycznia
  - Michael Chan, brytyjski pediatra pochodzenia chińskiego, członek Izby Lordów
  - Josef Illík, czeski operator filmowy
  - Robert Knudson, amerykański filmowiec, specjalista dźwięku, laureat Oscara
  - Karlheinz Liefers, aktor i reżyser niemiecki
  - Josef Prader, niemiecki duchowny katolicki, profesor prawa kanonicznego
  - Ibrahim Rugova, prezydent Kosowa
- 20 stycznia
  - Hermann Heemsoth, niemiecki szachista korespondencyjny
  - David Hellman, szwedzki wokalista rockowy, członek zespołu Crash Diet
  - Andrej Iordan, kirgiski polityk, premier Kirgistanu
  - Pio Taofinuʻu, samoański duchowny katolicki, kardynał
  - Franz Zhorny, austriacki piłkarz ręczny
- 19 stycznia
  - Alexander Soetandio Djajasiswaja, indonezyjski biskup katolicki
  - Anthony Franciosa, amerykański aktor
  - Antoni Stanisław Kleczkowski, polski geolog, rektor krakowskiej Akademii Górniczo-Hutniczej, członek PAN
  - Tom Nugent, trener futbolu amerykańskiego
  - Wilson Pickett, amerykański wokalista soul
  - Franz Seitz, niemiecki producent filmowy
  - Jos Staatsen, holenderski działacz samorządowy i sportowy
  - Michal Stang, słowacki duchowny katolicki, wikariusz generalny ordynariatu polowego
  - Carola Stern, niemiecka publicystka
- 18 stycznia
  - Pierre-Joël Bonté, francuski polityk
  - Harold Collier, amerykański polityk, członek Partii Republikańskiej
  - Thomas Murphy, amerykański menedżer
  - Anton Rupert, południowoafrykański przedsiębiorca
  - Horst Scharfenberg, niemiecki dziennikarz telewizyjny
  - ks. Jan Twardowski, polski poeta
- 17 stycznia
  - Clarence Ray Allen, amerykański przestępca, stracony za morderstwo
  - Max Bach, niemiecki wydawca
  - Józef Andrzej Gierowski, polski historyk, rektor UJ
  - Napoleon Ortigoza, paragwajski oficer, wieloletni więzień polityczny
- 16 stycznia
  - Glyn Berry, kanadyjski dyplomata, zginął w zamachu bombowym w Afganistanie
  - Stanley Biber, amerykański lekarz, pionier operacji zmiany płci
  - Edward N. Hall, amerykański wojskowy, specjalista broni rakietowej
  - Carlos Schmitt, brazylijski biskup katolicki, franciszkanin
- 15 stycznia
  - Jaber Al-Ahmad Al-Jaber Al-Sabah, emir Kuwejtu
  - Inge Merkel, austriacka pisarka
  - Marian Wysocki, polski ekonomista, piłkarz, działacz polityczny i sportowy, przewodniczący Prezydium MRN w Dąbrowie Górniczej i Katowicach (ur. 1926)[8]
- 14 stycznia
  - Henri Colpi, szwajcarski reżyser filmowy
  - Mohammed Khaksar, członek afgańskiego rządu Talibów
  - Shelley Winters, amerykański aktorka, laureatka Oscara
  - Teresa Wiszniowska, polska uczona, biolog, profesor Uniwersytetu Wrocławskiego
- 13 stycznia
  - Geoffrey Donald Chisholm, australijski polityk
  - Richard Dalitz, australijski fizyk, członek zagraniczny Polskiej Akademii Nauk
  - Mark Potvin, amerykański hokeista, trener
  - Joan Root, brytyjska działaczka ekologiczna, zamordowana w Kenii
  - Peter Rösch, piłkarz szwajcarski
  - Horst Sendler, niemiecki prawnik
  - Witold Tulibacki, polski filozof, rektor Olsztyńskiej Szkoły Wyższej im. Józefa Rusieckiego
- 12 stycznia
  - Audun Boysen, norweski lekkoatleta, biegacz, medalista olimpijski
  - Brendan Cauldwell, irlandzki aktor
  - Edwin Cohen, amerykański prawnik, działacz państwowy
  - Fajsal bin Hamad Al Khalifa, członek rodziny panującej Bahrajnu
  - Günther Landgraf, niemiecki fizyk
  - Stewart Linder, amerykański montażysta filmowy, laureat Oscara
  - Meinrad Schütter, szwajcarski kompozytor
  - Alan Field Shugart, pionier zastosowania dysku twardego w komputerach i współzałożyciel firmy Seagate
  - Udo Thomer, niemiecki aktor
  - Piotr Wilde, profesor budownictwa lądowego, członek Polskiej Akademii Nauk
- 11 stycznia
  - Eric Namesnik, srebrny medalista w pływaniu z IO w Barcelonie w 1992
  - Henri Rieben, szwajcarski politolog
  - Mark Sopi, serbski biskup katolicki, administrator apostolski w Kosowie
  - Mark Spoon, niemiecki muzyk, DJ
- 10 stycznia
  - Jerzy Badora, polski dziennikarz, księgarz i antykwariusz
  - Antonio de Hornedo Correa, peruwiański katolicki biskup, jezuita
- 9 stycznia
  - Andy Caldecott, motocyklista australijski, zginął na trasie Rajdu Dakar
  - Michael Francis McAuliffe, amerykański biskup katolicki
  - Mariusz Stachowiak, fotografik polski
- 8 stycznia
  - Tony Banks, brytyjski polityk, minister sportu
  - Elson Becerra, kolumbijski piłkarz
  - Georg Wilhelm von Hannover, arystokrata niemiecki, wnuk cesarza Wilhelma II
  - Jan Mozrzymas, fizyk, rektor Uniwersytetu Wrocławskiego
  - Mimmo Rotella, plastyk włoski
  - Raatbek Sanatbajew, zapaśnik kirgiski, działacz sportowy
- 7 stycznia
  - Urano Teixeira de Matta Bacellar, wojskowy brazylijski, dowódca sił pokojowych ONZ na Haiti
  - Heinrich Harrer, austriacki himalaista i geograf
  - Nikolaus Hummel, austriacki biskup Kościoła starokatolickiego
  - Roman Pomianowski, prezes Polskiej Żeglugi Bałtyckiej
- 6 stycznia
  - Roshan Khan, pakistański zawodnik squasha
  - Ilse Lose, pisarka portugalska pochodzenia niemieckiego
  - Bill Lynn, amerykański perkusista pochodzenia kolumbijskiego
  - Alf McMichael, piłkarz, reprezentant Irlandii Północnej
  - Józef Milik, polski filolog
  - Comandante Ramona, meksykańska działaczka na rzecz praw kobiet, przywódczyni Indian Tzotzil
  - Lou Rawls, amerykański wokalista jazzowy i soulowy
  - Hugh Thompson, amerykański pilot wojskowy, uczestnik wojny w Wietnamie
  - Stanley Tupper, amerykański polityk
  - Gabor Zavadszky, węgierski piłkarz
- 5 stycznia
  - Rod Dedeaux, amerykański trener baseballa
  - Sophie Heathcote, australijska aktorka
  - Keizo Miura, narciarz i alpinista japoński, popularyzator narciarstwa
  - Merlyn Rees, brytyjski polityk
  - Rachel Squire, brytyjska działaczka polityczna
- 4 stycznia
  - Irving Layton, poeta kanadyjski
  - Maktoum bin Rashid Al Maktoum, emir Dubaj, premier Zjednoczonych Emiratów Arabskich
  - Gretl Schörg, aktorka niemiecka
  - Maria de Lourdes Van-Dúnem, pieśniarka angolska
  - Nel van Vliet, holenderska pływaczka, mistrzyni olimpijska
- 3 stycznia
  - Urbano Lazzaro, uczestnik włoskiego antyfaszystowskiego ruchu oporu
  - Arturo Sergi, amerykański śpiewak (tenor)
  - sir William Skate, premier i gubernator generalny Papui-Nowej Gwinei
- 2 stycznia
  - Severino Bottero, włoski trener narciarstwa alpejskiego
  - George William Mackey, polityk Bahamów
  - Steve Rogers, australijski rugbysta
  - Lidia Wysocka, aktorka polska
- 1 stycznia
  - Frank Cary, amerykański menedżer, szef IBM
  - Harry Magdoff, amerykański działacz i publicysta socjalistyczny
  - Charles Orlando Porter, amerykański polityk
  - Mohammed Haneef Ramay, polityk pakistański
  - Philip Whitehead, brytyjski polityk, deputowany do Parlamentu Europejskiego